# Mathias De Neve
Mathias De Neve (Oudenaarde, 4 november 1983) is een Vlaamse regisseur die sinds 2006 actief is bij het productiehuis Woestijnvis.

## Biografie

### Studies
De Neve studeerde in 2006 met grote onderscheiding af als master in de Audiovisuele Kunsten aan het Rits in Brussel.

### Televisie
Hij begon zijn carrière als regisseur/reporter voor Man bijt hond. Daar maakte De Neve onder andere actuareportages en de rubrieken Wordt Gevolgd en Minicam.
In 2011 regisseerde hij Basta voor Eén samen met Neveneffecten. Basta werd bekroond met de De HA! van Humo als beste Vlaamse televisieprogramma van dat jaar. Daarna maakte De Neve samen met Martin Heylen het tweede seizoen van God en klein Pierke waarvoor hij Piet Huysentruyt, Arno Hintjens en Erik Van Looy bijna een jaar volgde. Het programma won in 2012 een Vlaamse Televisie Ster in de categorie 'Beste Realityprogramma'.
Voor de zender VIER maakte De Neve het programma Dr. Livingstone, waarin hij met Philippe Geubels van Caïro in Egypte naar Ujiji in Tanzania trok. In 2014 regisseerde hij Heylen en de Herkomst, een programma waarin Martin Heylen iedere aflevering samen met een bekende Vlaming naar zijn of haar land van herkomst trok. Hiervoor werd De Neve genomineerd voor een Vlaamse Televisie Ster als beste regisseur.
In 2016 overtuigde hij Woestijnvis om na 13 jaar een nieuw seizoen te maken van het succesprogramma De Mol. Mathias De Neve verzorgde drie seizoenen lang de regie van De Mol en trok daarvoor naar Argentinië, Zuid-Afrika en Mexico.
In 2018 regisseerde De Neve voor Eén en RTL de fictiereeks Geub met in de hoofdrol Philippe Geubels. De komische reeks was in het najaar van 2019 te zien op Eén.
Daarna keerde De Neve na een jaar onderbreking terug als regisseur bij De Mol. Eind 2019 trokken ze naar Griekenland voor de opnames van het nieuwe seizoen, dat vanaf 8 maart 2020 te zien was op VIER. Ook het jaar erna was Mathias De Neve als regisseur verantwoordelijk voor De Mol. Deze keer trokken ze - mede door de coronamaatregelen - naar Duitsland. Dat seizoen is vanaf 21 maart te zien op Play4. In 2022 speelde De Mol zich af op de Canarische Eilanden. Voor het elfde seizoen, dat van start gaat op 19 maart 2023, trekt het programma voor het eerst opnieuw buiten Europa, meer bepaald naar Arizona in de Verenigde Staten. 
In 2023 won De Neves werk tijdens de Vlaamse mediaprijzen De Kastaars! twee prijzen. De Mol won namelijk Televisieprogramma van het jaar en Mediamoment van het jaar. 